# Pseudotropheus longior
Pseudotropheus longior är en fiskart som beskrevs av Seegers, 1996. Pseudotropheus longior ingår i släktet Pseudotropheus och familjen Cichlidae. IUCN kategoriserar arten globalt som sårbar. Inga underarter finns listade i Catalogue of Life.